# Wallen van Maaseik

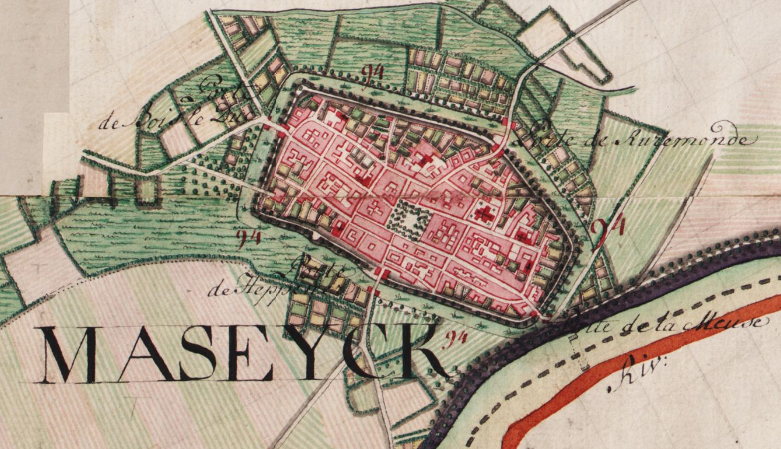
Maaseik volgens de Ferrariskaarten (±1775)

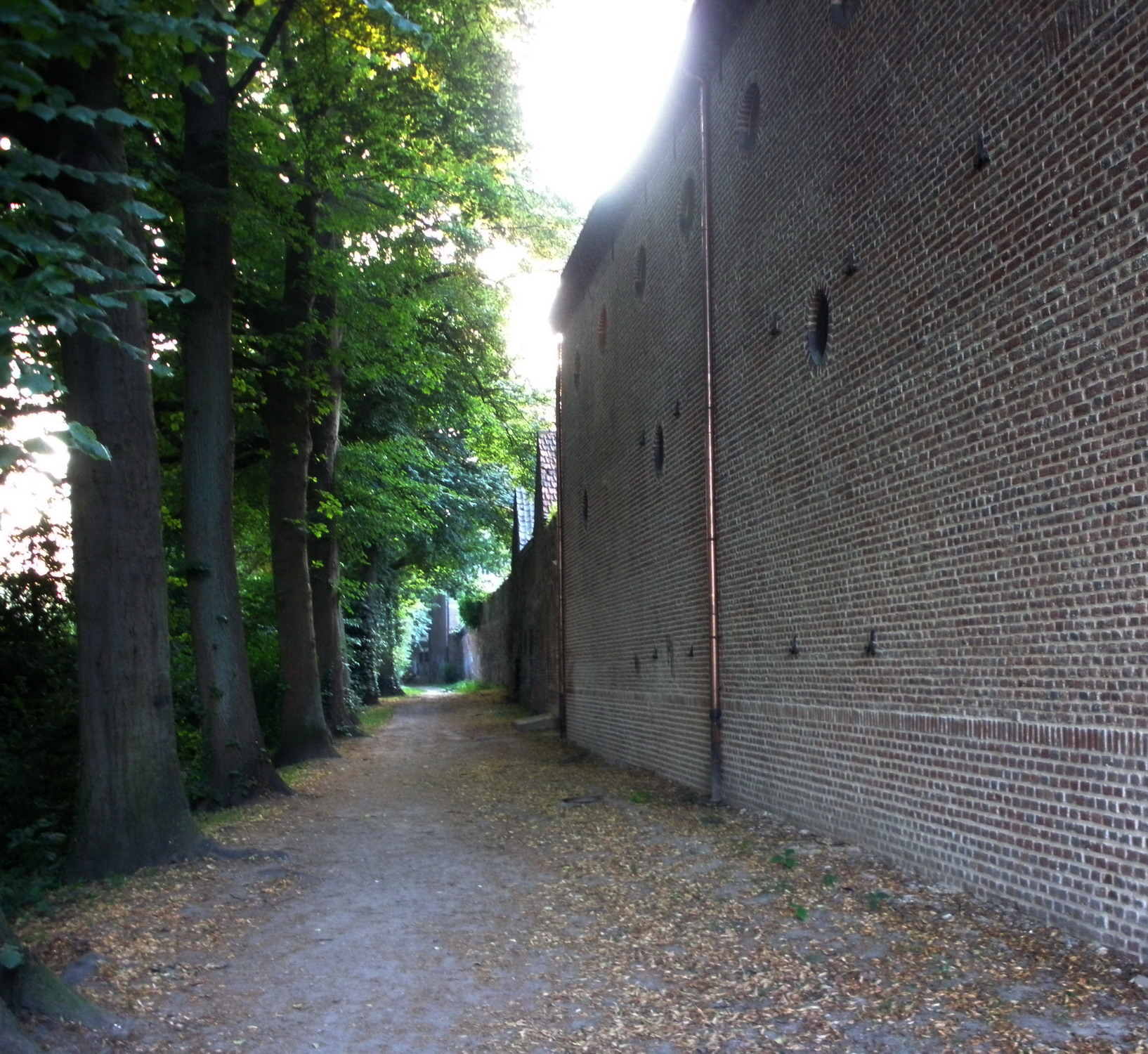
Restanten van de wal aan de achterzijde van het Minderbroedersklooster

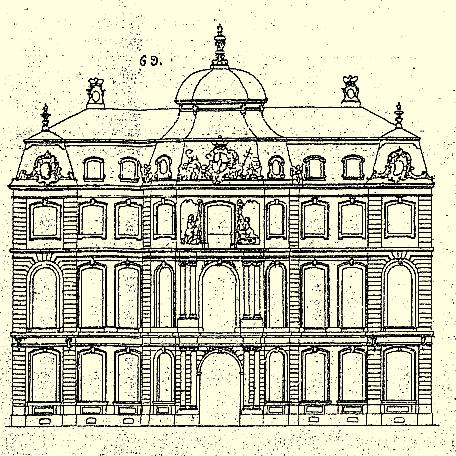
Oude tekening van het Prinsenhof

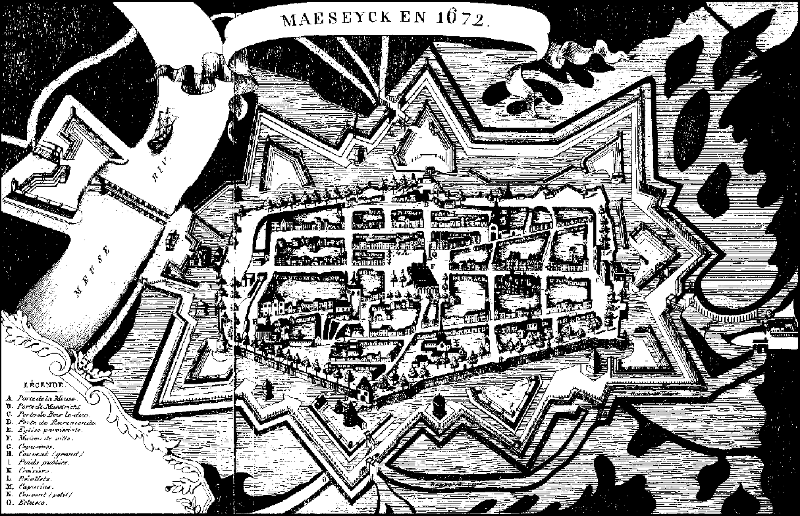
Kaart van de Franse bastions rond Maaseik (het noorden ligt beneden)

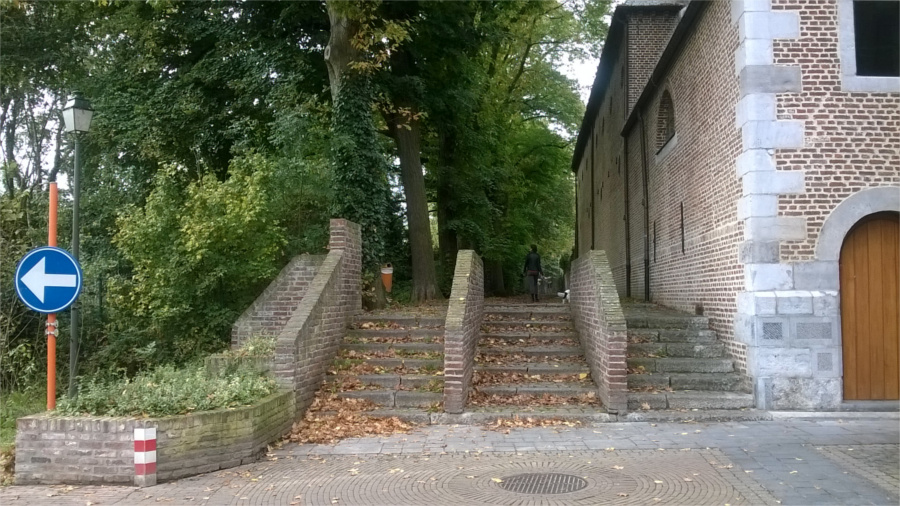
Toegang vanaf de Walstraat

De wallen van Maaseik zijn de restanten van de voormalige omwalling van Maaseik.

## Bouw
In 1244 verleent graaf Arnold IV van Loon aan Maaseik stadsrechten. Hierdoor krijgen de inwoners o.a. de toestemming om verdedigingswerken te bouwen. De eerste vermelding van een omwalling stamt uit 1343. Het gaat om een aarden wal, met een brede stadsgracht, een stadsmuur en meerdere torens. Ze heeft een ongeveer rechthoekig verloop. Aan elke zijde bevindt zich één poortgebouw.
- In het westen ligt de Bospoort, zo genoemd omdat hier de landweg naar Den Bosch (via Bree, Hamont en Eindhoven) vertrekt.
- In het zuiden ligt de Hepperpoort, uitgevend op de voormalige Maashaven nabij Heppeneert. Ook 'Maastrichter Poort' genoemd, omdat men hier de Derde Straat richting Elen kan nemen.
- In het oosten ligt de Maaspoort, vanwaar men de rivier via een veerpont kan oversteken. Men spreekt ook wel van 'Bleumer Poort', aangezien hier de weerd 'Bleumer Veld' begint.
- In het noorden ligt de 'Eikerpoort', wat verwijst naar Aldeneik. Ook bekend als 'Roermonder Poort'.

Ten zuiden van de Bospoort ligt lange tijd een residentie van de graaf van Loon, in de archieven vermeld als het Huys genaemt den Thooren (1249–1469). Op deze plaats bouwt de prins-bisschop van Luik later het paleis Prinsenhof (1753–1818).

## Tijdelijke ontmanteling
Tijdens de Luiks-Bourgondische Oorlogen onderwerpt Karel de Stoute het opstandige Luik-Loon. Een van de vredesbepalingen dwingt de Goede Steden om hun verdedigingswerken te slechten. Blijkbaar talmen de Maaseikenaars, want in 1469 stuurt Karel 300 ruiters om dit alsnog uit te voeren. Na de dood van Karel wordt een geduchte stadsomwalling gebouwd (1479), die na de burgeroorlog tussen de troonpretendenten Marck en Horne echter grondig hersteld moet worden (1501).

## Een Frans bolwerk
Maaseik en zijn verdedigingswerken zijn van cruciaal belang tijdens de Hollandse Oorlog (1672–79). De Franse troepen trekken dan via het Maasland naar het Rijnland. Maaseik ligt op een strategische plaats om, samen met Tongeren, de aanvoer- en terugtrekkingsroute te beschermen tegen aanvallen vanuit het Heilige Roomse Rijk. Bovendien is het een van de vestingen vanwaar troepenbewegingen van en naar de Staatse exclave Maastricht verhinderd moeten worden. Om deze redenen laat Lodewijk XIV de stad innemen (15 mei 1672).
Bovendien laat Lodewijk er bijkomende versterkingen aanleggen, een taak die hij toevertrouwt aan zijn beroemde vestingbouwer Vauban. Deze bouwt een stelsel van vooruitgeschoven halve manen en hoornwerken rondom de bestaande omwalling. Over de Maas wordt een schipbrug geslagen, met een versterkt bruggenhoofd op de Schansberg in Roosteren. Via vele waterkeringen kunnen, vanuit de Maas en de Bosbeek, grachten en natuurlijke laagten onder water gezet worden, wat vijandelijke stormlopen onmogelijk zou maken.
In 1675 ontruimen de Fransen hun veroveringen in het noorden. Bij hun terugtrekking geven de Fransen ook Maaseik op. Om te vermijden dat de stad van militair nut zal zijn voor de geallieerden, blazen ze alle vestingwerken op. De Staatse (en Duitse) troepen breken op hun beurt enkele nieuwe versterkingen af wanneer zij vertrekken (1681). Hierna bouwt Maaseik een derde stadsomwalling.

## Opheffing
Begin 19e eeuw moeten de smalle stadspoorten plaats ruimen voor het toenemende verkeer (Eiker Poort 1813, Bospoort 1819, Hepper Poort 1846, Bleumer Poort 1847). Ook de muren worden afgebroken. Enkel in de tuin van het Kruisherenklooster bestaat nog een gedeelte. De aarden wal wordt later verlaagd en bestraat (1847), om dienst te doen als boulevard.
Een groot gedeelte wordt volledig afgegraven, ten bate van de Burgemeester Philipslaan-wal Bospoort-Eikerpoort (jaren 1935), het voormalige ziekenhuis wal Eikerpoort-Bleumerpoort (jaren 1956) en de wal Bleumerpoort-Hepperpoort (jaren 1961). Zo resteren nu enkel de zuidwestelijke hoek (Rozenboomgaardstraat-Walstraat) en een zuidelijk stukje (kruispunt Everstraat-Houtstraat). Langs deze gedeelten blijft ook de stadsgracht lange tijd bewaard ('Tapbeek'), maar in 1966 wordt ze overwelfd.
Overblijfselen van de Maaseiker stadsomwalling zijn later bij graafwerken herontdekt. Fundamenten van de Hepper Poort (1990) en de Eiker Poort (2011) worden tijdelijk blootgelegd. Op het Prinsenhof zijn de fundamenten van de nieuwen thoeren aent huys bongart ontdekt (2005), thans te bezichtigen in de ondergrondse parkeergarage. Bij de bouw van het winkelcomplex op de Kloosterbempden zijn ook de muren van een van de Franse bastions rond de Hepperpoort aangetroffen (2005). Zij zijn gerenoveerd en opgenomen in het plein.